# Harald Nugiseks
Harald Nugiseks (Karjaküla, 22 de octubre de 1921-2 de enero de 2014) fue un militar estonio, SS-Unterscharführer (cabo/sargento) en la Segunda Guerra Mundial, que sirvió voluntariamente en la 20.ª División de Granaderos SS (Estonia n.º 1) de las Waffen-SS entre 1943 y 1945. Nugiseks es también uno de los cuatro soldados estonios que recibieron la Cruz de Caballero de la Cruz de Hierro, además de ser condecorado con la Insignia de Asalto de Infantería y la Medalla de la Campaña del Este 1941/42. Combatió en la Batalla de Narva (1944), en el Frente Oriental.